# Мистър Ти
Мистър Ти (роден Лорънс Тюроуд) е американски актьор и пенсиониран професионален кечист.
Известен е с ролите си като B. A. Baracus в телевизионните серии The A-Team през 1980-те години, като боксьора Clubber Lang във филма „Роки 3“ от 1982 г., с участията си в професионалния кеч и с това че е бил рапър.
Мистър Ти е познат с неговата прическа, вдъхновена от африканските воини от племената мандинка, златните си бижута и имиджа си на здравеняк. През 2006 г. по TV Land тръгва реалити шоуто I Pity the Fool, заглавието на което идва от фразата на героя му Ланг.

## Професионален кеч
Мистър Ти влиза в сферата на кеча през 1985 г. Той е съотборникът на Хълк Хоуган на първата КечМания на WWE (тогава WWF), където става победител. Хълк Хоуган пише в своята автобиография, че Мистър Ти е спасил главния мач на КечМания между тях и Роди Пайпър „Гайдаря“ и Пол Орндорф, защото когато пристигнал, охраната не искала да пусне антуража му в сградата. Мистър Ти е бил готов да пропусне шоуто, но Хоуган го разубеждава. Пайпър казва, че той и някои други кечисти не харесват Мистър Ти, защото е актьор и никога не е плащал лиценз като професионален кечист.
Оставайки в WWF, Мистър ти се превръща в специалния „боксьор на WWF“ в светлината на своя герой от Роки 3. Бие се срещу Боб Ортън на изданието през 1 март 1986 г. на Голямото съботно меле по NBC. Този боксов мач кулминира в още един срещу Пайпър на КечМания 2. Мистър Ти се завръща като специален гост съдия през 1987 г., както и специален гост пазител, сблъсквайки се със звезди като Хонки Тонк Мен.
На 21 юли 1989 г. Мистър Ти участва в World Class Championship Wrestling, изпращайки Кери Вон Ерик.
Пет години по-късно, през октомври 1994 г., на турнира на WCW Хаос на Хелоуин Мистър Ти се появява отново като специален гост съдия в мач на Хоуган и Рик Светкавицата. Така отново започва да се бие, побеждавайки Кевин Съливан на Звездното шоу същата година. Седем години по-късно Мистър Ти се появява на едно от първите места на 19 ноември 2001 г. в епизод на Първична сила.
На 17 март 2014 г. е обявено, че е въведен в Залата на славата на WWE.